# Culicoides dendriticus
Culicoides dendriticus är en tvåvingeart som beskrevs av Boorman 1976. Culicoides dendriticus ingår i släktet Culicoides och familjen svidknott. Inga underarter finns listade i Catalogue of Life.